# Beat De Mol
Beat De Mol is een Nederlands televisieprogramma dat op Veronica te zien is. In Beat De Mol neemt in elke aflevering een bekende Nederlander het op tegen Johnny de Mol. Voor ze het tegen elkaar opnemen moeten er twee teams met onbekende Nederlanders bij elkaar worden gezocht. Als beide teams compleet zijn, kunnen beide teams gaan strijden in en buiten De Beat studio. Het programma is vergelijkbaar met het Duitse Schlag den Raab.

## Afleveringen
| Aflevering | Uitzenddatum     | Plaats     | Johnny de Mol VS       | Winnende team         | Kijkcijfers     |
| ---------- | ---------------- | ---------- | ---------------------- | --------------------- | --------------- |
| 1          | 9 november 2010  | Boxtel     | Winston Gerschtanowitz | Team Johnny de Mol    | 561.000 kijkers |
| 2          | 16 november 2010 | Oldenzaal  | Gigi Ravelli           | Team Johnny de Mol    | 385.000 kijkers |
| 3          | 23 november 2010 | Harderwijk | John de Wolf           | Team John de Wolf     | 408.000 kijkers |
| 4          | 30 november 2010 | Katwijk    | Natasja Froger         | Team Natasja Froger   | 544.000 kijkers |
| 5          | 7 december 2010  | Sneek      | Hans Klok              | Team Hans Klok        | 365.000 kijkers |
| 6          | 14 december 2010 | Enkhuizen  | Rick Brandsteder       | Team Rick Brandsteder | 366.000 kijkers |
| 7          | 21 december 2010 | Uden       | Kelly Pfaff            | Team Kelly Pfaff      | 516.000 kijkers |
| 8          | 28 december 2010 | Huizen     | Katja Schuurman        | Team Johnny de Mol    |                 |